# Драма (місто)
Дра́ма (грец. Δράμα) — грецьке місто в області Македонія, периферії Східна Македонія та Фракія, столиця ному Драма.

## Походження назви
Існує багато версій щодо походження назви міста. Серед них і та, що ніби саме тут зародився античне театральне мистецтво. Проте це, імовірно, лише міф.
Вважають, що назва міста походить від грец. Ύδραμα, що можна дослівно перекласти як місто на воді — завдяки мінеральним джерелам, появу яких місцеві жителі пов'язують із Святою Варварою, тут з'явились перші поселення.

## Історія
Починаючи з доісторичних часів місто було відомим під назвою Дравіскос. В еліністичну епоху (4—3 століття до н. е.) його населяли землероби, що особливо поклонялись Діонісу. У часи римського панування Драма буда великим торговельним центром та військовим табором на римській Ігнатієвій дорозі.
Турецьке панування для міста розпочалось в 1371 році.
Уже у 20 столітті опинилось у складі Болгарії в 1912 році в результаті Першої Балканської війни. Проте 1 липня 1913 року було повернене Греції в ході Другої Балканської війни.
Під час Першої світової війни Драму знову захопили болгари, цього разу окупація тривала до 1918 р. У Другу світову війну Болгарія знову захоплює місто у квітні 1941 р. Залишили ж болгари Драму лише 1944 р.

## Населення
| Рік  | Місто  | Муніципальний район | Муніципалітет |
| ---- | ------ | ------------------- | ------------- |
| 1981 | 37,118 | —                   | —             |
| 1991 | 37,604 | —                   | 47,925        |
| 2001 | 42,501 | 43,485              | 55,632        |

### Персоналії
- Петрос Гайтанос (* 1967) — грецький співак.
- Васіліс Ксантопулос — фізик-теоретик, відомий роботами із загальної теорії відносності.
- Янніс Фетфадзидіс — грецький футболіст.
- Нікос Сергіанопулос — кіноактор.
- Таня Цанакліду — грецька співачка та акторка.
- Афанасіос Цакіріс та Панайота Цакірі — батько та дочка, грецькі біатлоністи.

## Спорт
| Клуб         | Ліга                 | Майданчик                   | Місткість | Заснований |
| ------------ | -------------------- | --------------------------- | --------- | ---------- |
| Докса Драма  | Бета Етнікі — футбол | стадіон «Докса Драма»       | 7 000     | 1918       |
| Пандрамаїкос | 5 дивізіон — футбол  | муніципальний стадіон Драми | 4 500     | 1969       |
| КАОД         | баскетбол            |                             |           |            |
| Неос Аміссу  | баскетбол            |                             |           |            |

## Міста-побратими
- Крагуєваць  Сербія